# Omar Berdouni
Omar Berdouni (Tangeri, 20 luglio 1979) è un attore britannico, di origini marocchine.
Berdouni è noto per aver interpretato il terrorista Ahmed al-Haznawi nel film del 2006 United 93.

## Filmografia parziale
- United 93, regia di Paul Greengrass (2006)
- The Kingdom, regia di Peter Berg (2007)
- Nessuna verità (Body of Lies), regia di Ridley Scott (2008)
- Green Zone, regia di Paul Greengrass (2010)
- Captain Phillips - Attacco in mare aperto (Captain Phillips), regia di Paul Greengrass (2013)
- 7 giorni a Entebbe (Entebbe), regia di José Padilha (2018)